# Saint-Pierre-de-Méaroz
 Saint-Pierre-de-Méaroz  es una población y comuna francesa, en la región de Ródano-Alpes, departamento de Isère, en el distrito de Grenoble y cantón de Corps.

## Demografía
| 110 | 86 | 66 | 82 | 110 | 104 |
| Para los censos de 1962 a 1999 la población legal corresponde a la población sin duplicidades (Fuente: INSEE [Consultar]) |    |    |    |     |     |